# 光复纪念亭
光复纪念亭，位于中国广东省广州市越秀区洪桥街道解放北路越秀公园内，為紀念辛亥革命勝利及廣州旅香港同胞捐款支持辛亥革命而建。是广州市的一个市级文物保护单位，类型为近现代重要史迹及代表性建筑，公布时间为1989年12月。

## 歷史
1911年10月，由孫中山所領導的武昌起義爆發後，廣東各界人民立即響應，11月9日廣東宣布獨立；隨後，各地民軍紛紛起義，全省光復，成立了以胡漢民為都督的廣東軍政府。當時的廣州義軍雲集，清吏宵遁，庫藏如洗，餉糧告匱。參加軍政府組織工作的香港同胞李煜堂、楊西岩、鄧仲澤等30餘人，為籌募軍政府經費，組成港僑籌餉局，籌得款項300餘萬元，政府嘉之，乃於1929年在越秀山建光復紀念牌坊。

## 建築
牌坊原以花崗石建造，四柱三間沖天式，正面刻胡漢民題之「光復紀念」匾額，左右刻李煜堂撰的《粵秀山紀念石坊跋語》；背後刻陳少白題的「革命之源」匾額，左右分刻古應芬題的「脫離專制」和楊西岩題的「實現共和」 匾額；兩柱分刻「何時世界大同，憲法先從民主立；此日河山光復，義旗曾向港僑來」對聯。
牌坊在日軍入侵廣州期間被破壞。抗戰勝利後，1948年4月在原址重建紀念亭，鋼筋混凝土結構，綠琉璃瓦四角攢尖頂。亭高7米多，長、闊各為3．5米，台基下四邊各有梯級。將原牌坊殘存胡漢民等題的匾額分嵌於亭的前額及左右兩側；亭後額另嵌石一方，外仿刻民族英雄岳飛手筆「還我河山」，內刻鄧仲澤等人撰的《建造光復紀念亭梗概》。

## 相片集

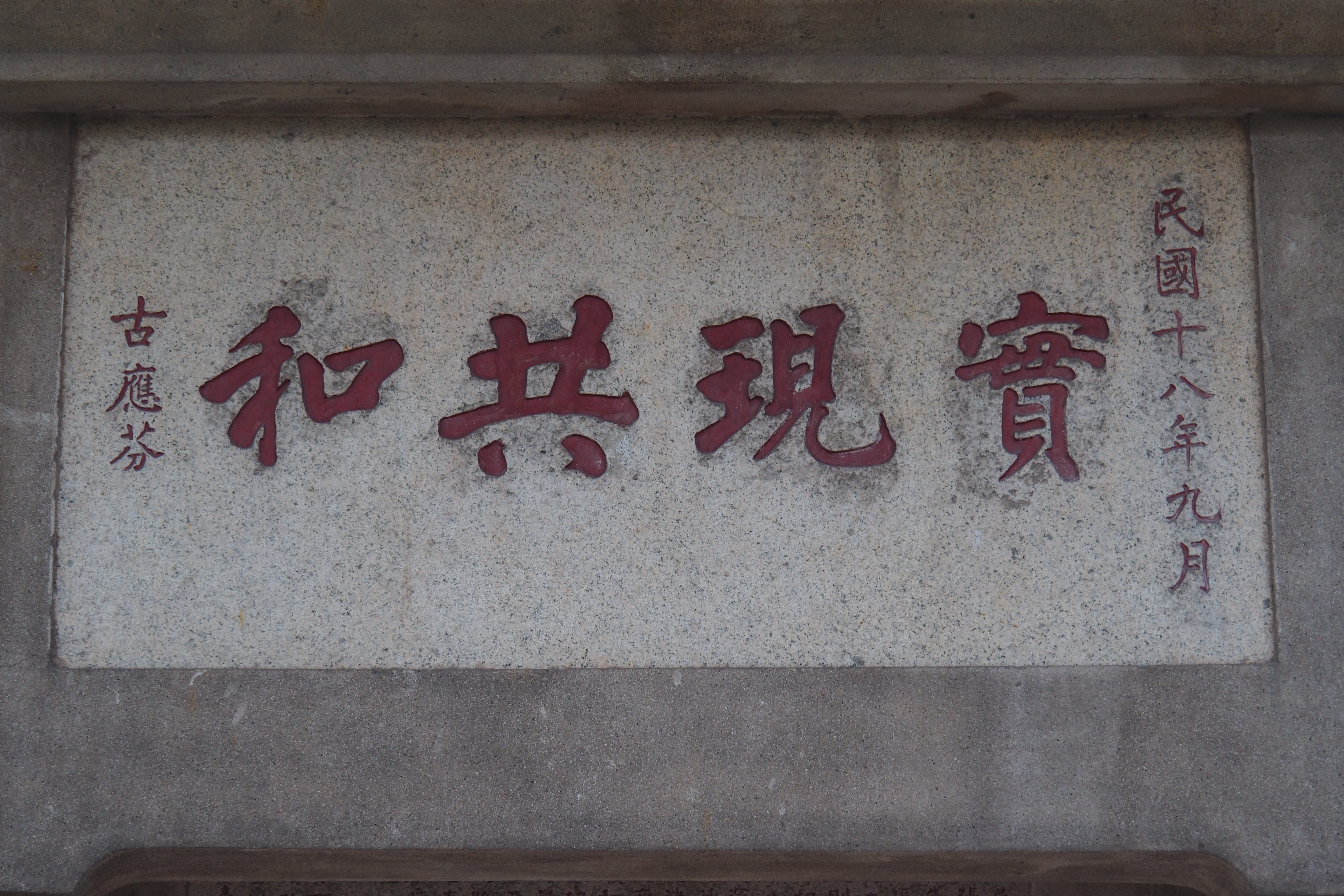
側面（實現共和）
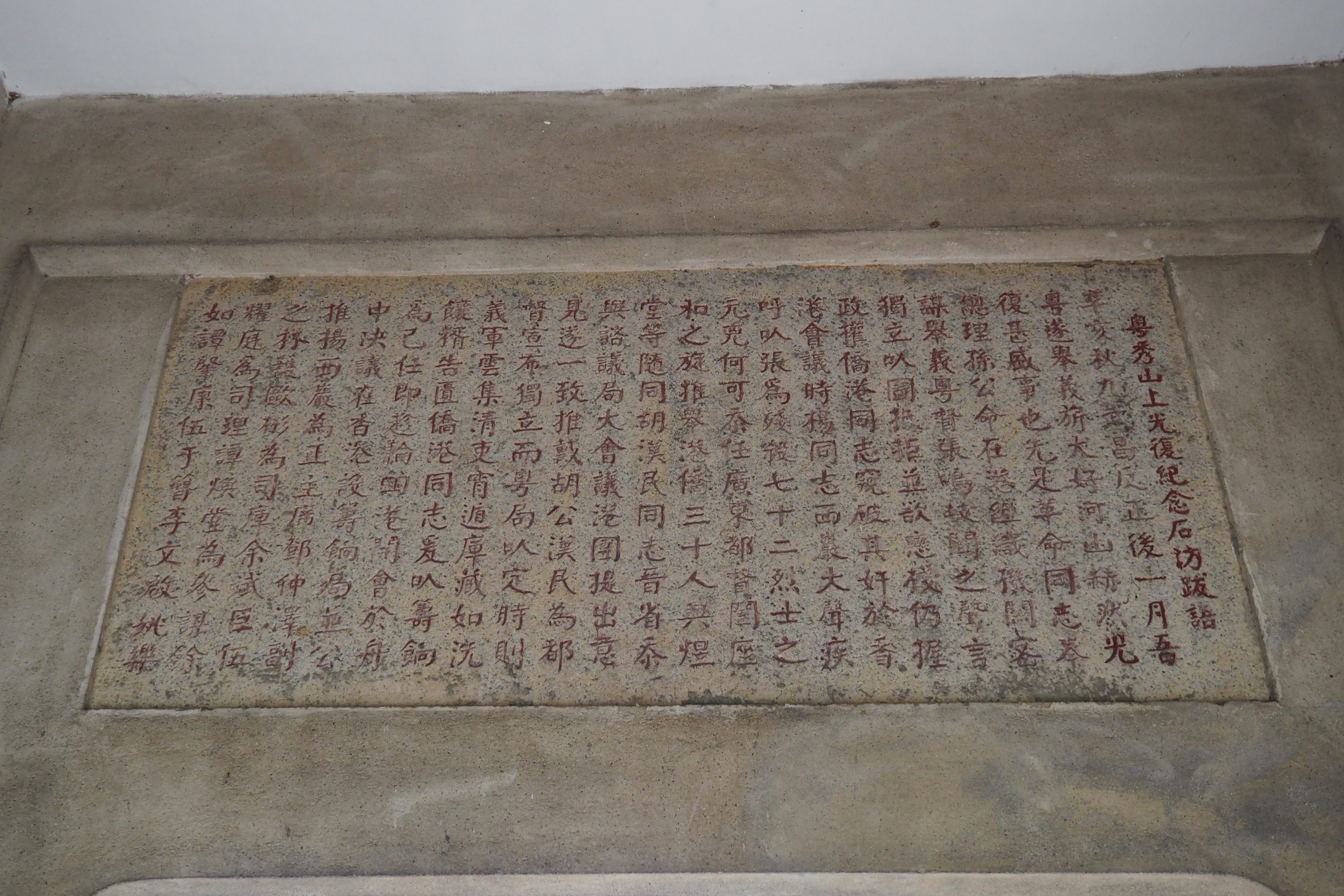
亭内石刻一
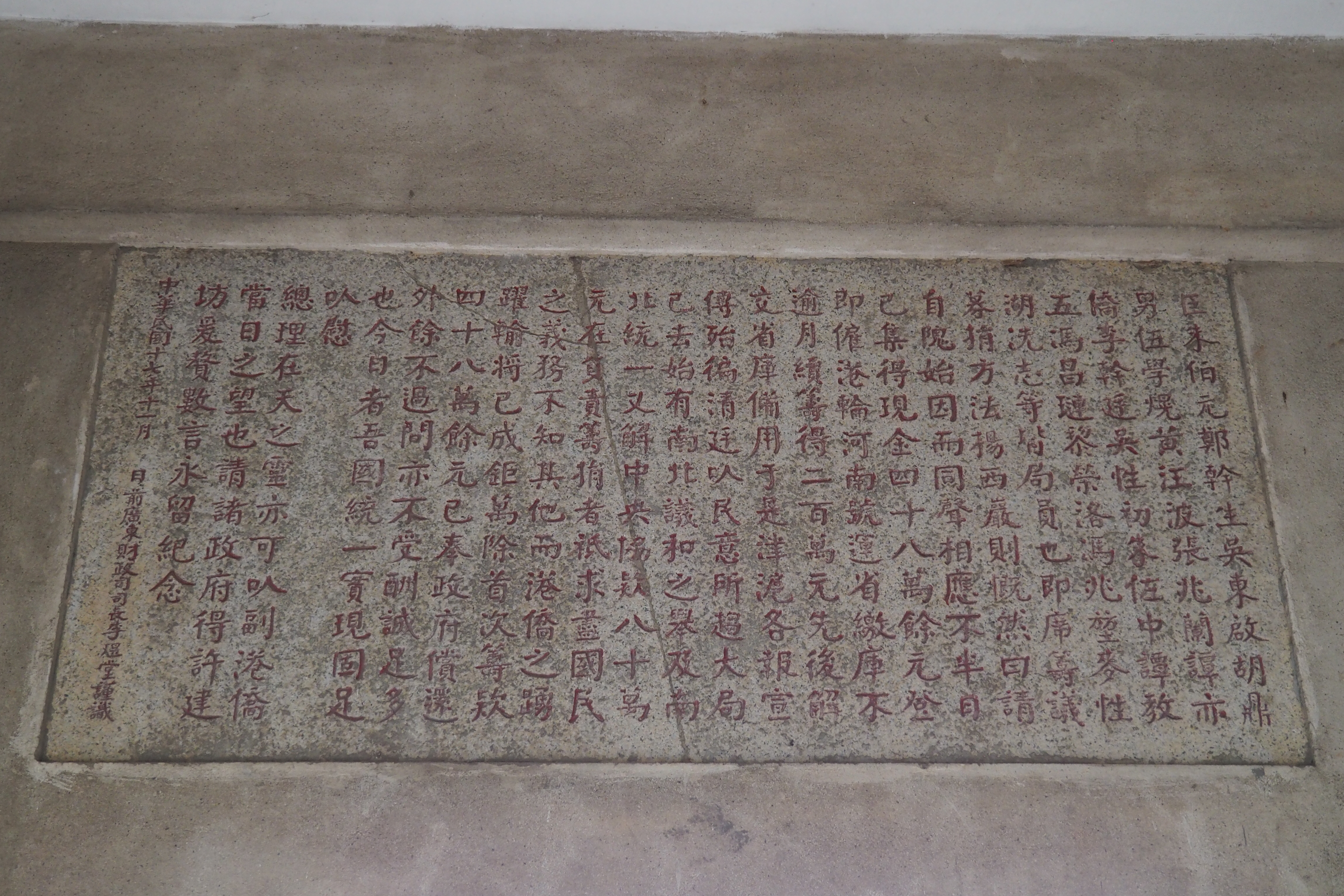
亭内石刻二
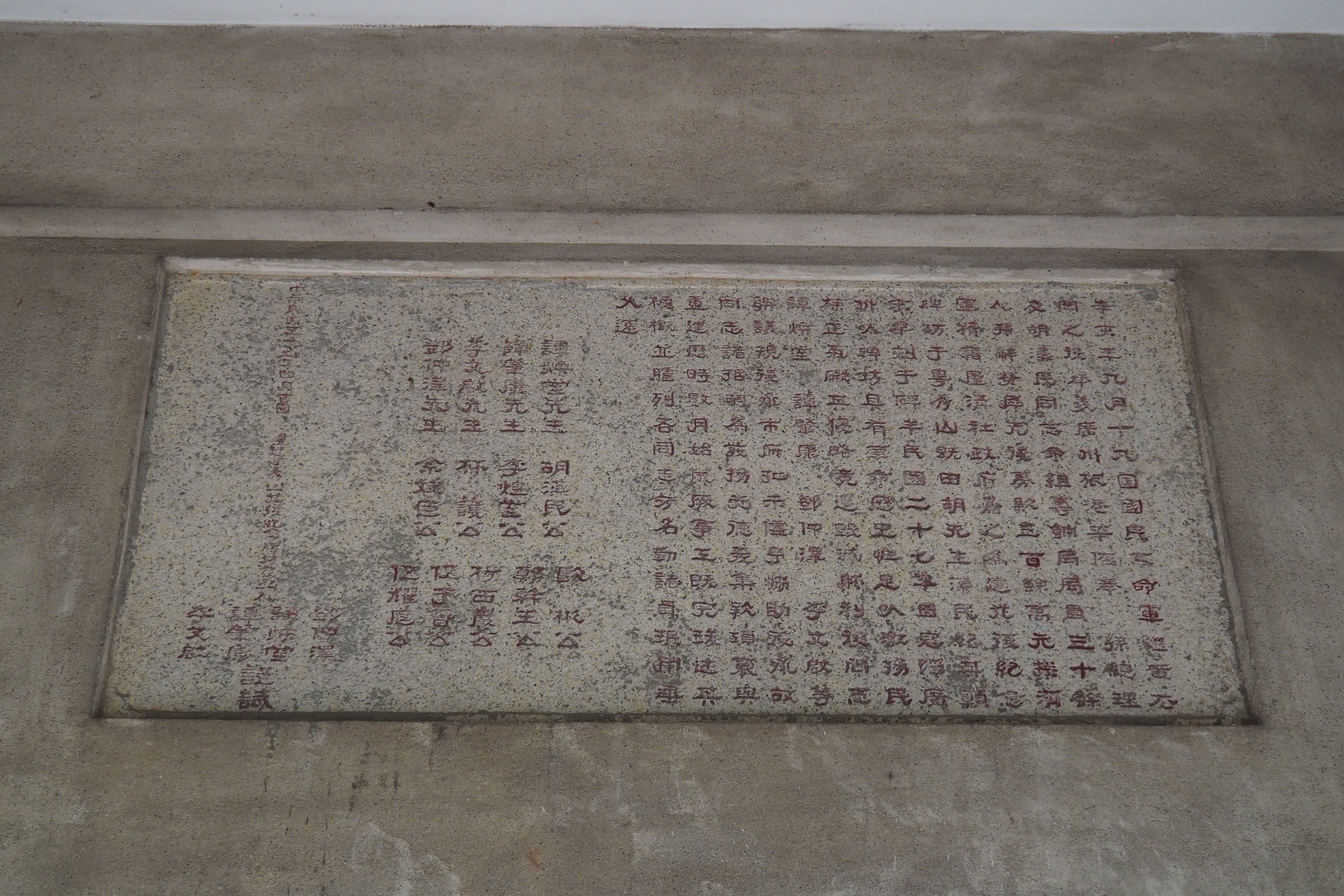
亭内石刻三